# Кран (игровой автомат)

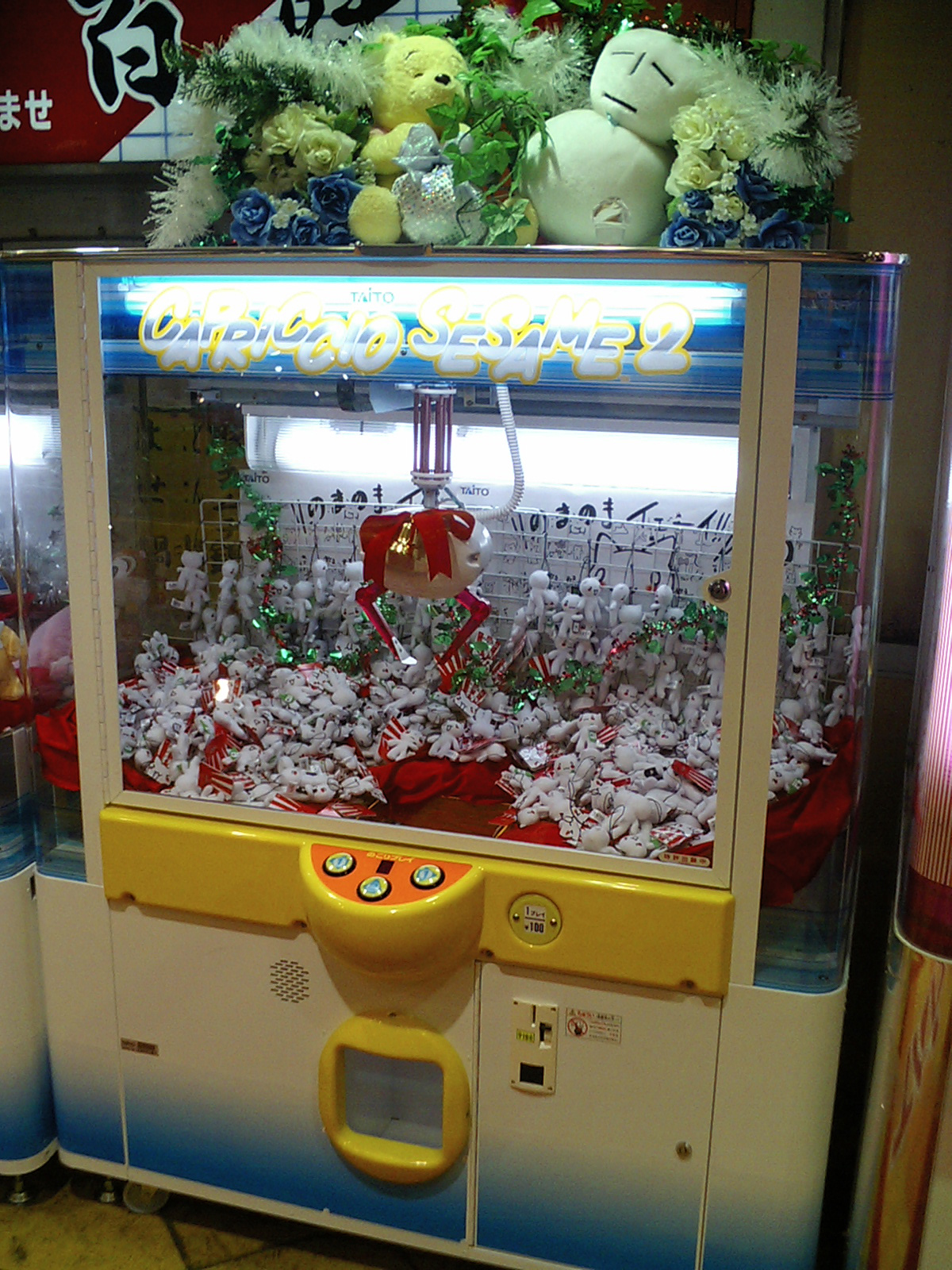
Японский «кран»

Кран, кран-машина — игровой автомат, изобретённый в США в начале XX века и имитирующий подъёмный кран с захватом. Управляя этим краном, игрок должен захватить какой-нибудь приз (обычно мягкую игрушку).
Существуют также похожие автоматы «Бульдозер» (попасть киём в отверстие), «Ножницы» (отрезать нитку с призом) и другие.

## Устройство и правила
Автомат представляет собой прозрачный ящик с призами (мягкими игрушками и т. п.). Сверху — миниатюрный мостовой кран с захватом. Игрок позиционирует кран над призом. После этого захват автоматически опускается, после контакта с поверхностью закрывается, поднимается обратно, и кран возвращается к окну выдачи. Если игрок будет достаточно ловок (и ему повезёт!) он сможет подцепить захватом игрушку и привезти её.
Есть много вариантов правил. Во всех из них кран может захватить игрушку настолько слабо, что она упадёт, как только кран ударится в ограничитель. Бывает и двухуровневый хват: сначала игрушка удерживается крепко, а потом хватка постепенно слабеет.
Полное управлениеКран управляется 4-позиционным джойстиком и опускается по нажатию кнопки. В таких правилах получить приз легко, и потому автомат обычно с некоторой вероятностью ослабляет хватку. Впрочем, в РФ игра считается азартной и допустимо только в игорных зонах, и поэтому владельцы «кранов» перешли к другим правилам.
Вперёд и вправоЕсть две кнопки. При нажатии на первую кран движется вперёд. Как только игрок отпускает кнопку, она блокируется и больше не действует. Вторая кнопка точно так же двигает кран вправо. После этого кран автоматически опускается, захватывает что-нибудь и направляется к окну выдачи. Такие краны (с довольно прочным захватом) были распространены в СССР под такими названиями, как «Кран», «Батискаф», «Зонд» и другие.
Маленькое окно выдачиКран, как и раньше, управляется 4-позиционным джойстиком. Окно выдачи находится в середине и очень маленькое, и надо попасть в него призом — довести до него кран и отпустить полученный приз.
При проигрыше получи конфетуЕсли проиграл, включается второй кран, с конфетами. Игра продолжается, пока игрок не добудет хотя бы одну конфету.
В зависимости от типа устройства, вероятность выигрыша может как быть в большой зависимости от навыков игрока — его точности, навыков управления и удачного расположения призов, так и быть практически в полной зависимости от генератора случайных чисел, используемого системой управления.
Также в зависимости от модели и назначения автомат может комплектоваться монетоприёмником, купюроприёмником, датчиком удара/наклона, узлом, печатающим купоны, музыкальным сопровождением, необнуляемым электромеханическим счетчиком проведённых игр.

## Призы
Наиболее распространённые призы — небольшие игрушки в округлых капсулах, мягкие игрушки, мячики, конфеты. Впрочем, владельцы автоматов в качестве рекламы могут выставлять даже мобильные телефоны и цифровые фотоаппараты (зачастую дешёвые, подделки или принципиально незахватываемые). Умелые игроки утверждают, что округлые капсулы и квадратные коробки обычно сложнее в получении, чем мягкие игрушки.
В СССР в качестве призов использовались дефицитные товары, фломастеры, иные канцелярские товары, диафильмы, календарики, жевательные резинки отечественные, шоколадки, мягкие игрушки и даже маленькие бутылочки со спиртным.
Даже если кран «честный», варьируя размер и свойства призов, можно увеличивать и уменьшать вероятность выигрыша. Некоторые автоматы, если выдано слишком много призов, объявляют себя «сломанными» и перестают принимать деньги.
В любом случае, Веб 2.0 сделал рекламу «кранам»: видео, как кто-то получает дорогостоящий приз, становятся хитами.

## Юридический статус
В большинстве юрисдикций требования к «кранам» намного ниже, чем к обычным азартным автоматам. Например, большинство штатов США требуют, чтобы приз было реально взять захватом, а оптовая цена призов была не слишком большой.
В РФ по умолчанию кран-машина является азартной игрой: ведь захват, который может отпустить приз независимо от воли игрока — это случайное устройство. Захват обычно имеет полированные клешни, что осложняет игру и облегчает выскальзывание приза из захвата. Основной способ машины повлиять на игру — регулировать мощность электромагнита, которых захватывает приз. В старых моделях имелись регуляторы мощности захвата, выставляемые владельцем аппарата исходя из желаемого шанса победы. Причем мощность можно было задать в две ступени — на момент поднимания и на момент начала движения с игрушкой. В более современных моделях возможно программирование более гибкого алгоритма работы, включая указание желаемого процента выигрышей, различные бонусные игры.
Многие производители перестраивают автоматы под другие правила и получают сертификаты, что шансы на приз зависят только от глазомера и ловкости игрока. Также распространена практика повторять игру, пока не выиграешь; в этом случае игрушка — это не выигрыш, а лишь поощрительный приз.

## История
В начале XX века началась шумиха около строительства Панамского канала, и строительные машины стали привлекать людей: их гравировали на бляхах для карманных часов, популярными игрушками стали экскаваторы и краны. Тогда в США и появился конфетный автомат, напоминающий экскаватор с грейферным ковшом. Как только в автомат бросали пятачок и крутили ручку, миниатюрный ковш опускался, захватывал порцию конфет и сваливал их в жёлоб. Потом сделали простейшее механическое управление экскаватором. Казино стали подмешивать к конфетам денежные призы. Шла Великая депрессия, и мало кого нанимали управлять настоящими экскаваторами, так что потерявшие надежду люди пытали счастья на их миниатюрных собратьях. Распространение электричества дало рекламу автоматам, но не перевело их на электрическое управление.
В 1951 году «экскаваторы» объявили в США азартными играми — автоматы нельзя было ставить где угодно, и они не должны пересекать границы штатов. Оставили только ярмарочные варианты — без монетоприёмника, включавшиеся оператором, с призом до 1 доллара и игрой до 10 центов. Тем временем в Японии изобрели кран-машину в её современном виде, с захватом вместо ковша и транзисторным управлением. В 1970-е годы требования ослабили, и краны обосновались и в США.
Со знаменитой выставкой «Союзаттракциона» 1971 года и последующим копированием зарубежных технологий кран-машины пришли и в СССР, и стали любимыми автоматами.
С падением СССР пришли «краны» нового образца: в зависимости от случая, они захватывали воздух или захватывали с запозданием, или ещё каким-то образом намеренно не подбирали приз. Российский запрет на азартные игры ударил и по «кранам». Тем временем в США «краны» достигли небывалой популярности благодаря мультфильму «История игрушек».
В 2015 году на популярном новостном сайте Vox вышла нашумевшая статья о кранах-рулетках. В ответ BMI Gaming, один из производителей «кранов», удалил из открытого доступа сервисную инструкцию. Специалист по игровым автоматам выступил с дежурной отпиской, но, тем не менее, признал, что сообщество разработчиков и владельцев «кранов» большей частью саморегулируемое.
В 2017 году большое возмущение вызвал открывшийся в Китае автомат с живым котёнком внутри.